# مجموعة الصين العامة للطاقة النووية
مجموعة الصين العامة للطاقة النووية (CGN) ، الصين سابقًا مجموعة قوانغدونغ للطاقة النووية ، هي شركة طاقة كبرى مملوكة للدولة  تحت إشراف لجنة مراقبة وإدارة الأصول المملوكة للدولة التابعة لمجلس الدولة لجمهورية الصين الشعبية .
في الصين ، تدير المجموعة محطات نووية في محطة دايا باي للطاقة النووية ، ومحطة لينغ آو للطاقة النووية ، ومحطة هونغيانهي للطاقة النووية ومحطة نينغدي للطاقة النووية ، مع خمس محطات طاقة نووية جديدة قيد الإنشاء ومحطتين أخريين مخطط لهما. تعمل في صناعات طاقة ناشئة أخرى مثل طاقة الرياح والطاقة الشمسية ، بالإضافة إلى الصناعات التقليدية مثل الطاقة الكهرومائية. اعتبارًا من 2014 تعمل بمحطة لتوليد الطاقة بالقدرات التالية: الطاقة النووية 8.3 جيجاوات ، والرياح 4.7 جيجاوات ، والطاقة المائية 4.0 جيجاوات ، والطاقة الشمسية 600 ميجاوات.
تمت الموافقة عليها من قبل الولايات المتحدة لمحاولتها الحصول على التكنولوجيا النووية الأمريكية المتقدمة لتحويلها إلى الاستخدامات العسكرية في الصين. تلقت مقترحات المجموعة لتشغيل محطتين نوويتين في المملكة المتحدة انتقادات من النواب باعتبارها تهديدًا محتملاً للأمن القومي  ونتيجة لسجل الصين في مجال حقوق الإنسان .

## روابط خارجية
- مجموعة الصين للطاقة النووية العامة باللغة الصينية